# Айду, Кристина Ама Ата
Кристина Ама Ата Айду (англ.  Christina Ama Ata Aidoo; 23 марта 1942[…], Abeadzi Kyiakor, Золотой Берег, Британская империя[…] — 31 мая 2023[…], Аккра) — ганская писательница, писавшая на английском языке. Была министром образования Республики Гана в 1982—1983 годах в правительстве Джерри Роулингса.

## Биография
Окончила университет в Легоне в 1963 году. Литературным дебютом стала драма Дилемма призрака (The Dilemma of a Ghost), написанная в 1964 и сделавшая её первым женщиной-драматургом Африки. Одна из первых в Гане обратилась к теме конфликтов традиционного образа жизни и культуры с современными. Главная тема её рассказов — самоутверждение женщины как личности, преодоление предрассудков стародавнего уклада жизни.
В 2000 году Айду основала «Фонд Мбаасем» для поддержки женщин-писателей Африки. Штаб-квартира фонда располагается в Аккре.

## Произведения
- The Dilemma of a Ghost (play), Longman, 1965
- Anowa (a play based on a Ghanaian legend), Longman, 1970
- No Sweetness Here: A Collection of Short Stories, Longman, 1970
- Our Sister Killjoy: or Reflections from a Black-eyed Squint, Longman, 1977
- Someone Talking to Sometime (a poetry collection), Harare: College Press, 1986
- The Eagle and the Chickens and Other Stories (for children), Tana Press, 1986
- Birds and Other Poems, Harare: College Press, 1987
- Changes: a Love Story (novel), The Women’s Press, 1991
- An Angry Letter in January (poems), Dangaroo Press, 1992
- The Girl Who Can and Other Stories, Heinemann African Writers Series, 1997
- Diplomatic Pounds & Other Stories, Ayebia Clarke Publishing, 2012

## Публикации на русском языке
- Дилемма призрака: Пьеса. Пер. Л. Биндеман // Африка. Литературный альманах. Выпуск 9. — М: Худ. лит. 1988, С. 564—639.
- Сестры. Пер. С. Силищева; Телеграмма. Пер. С. Ваняшкина. Новеллы // Африканская новелла. — М: Радуга, 1987. С. 128—146
- Перемены… Пер. С. Россовской; Деньги для матери. Пер. Евгения Суровцева // Ганская новелла. — М: Известия(Библиотека журнала «Иностранная литература»). 1987, с. 42—68
- Всякая работа есть работа… // Современная африканская новелла. — М.: Прогресс, 1972.
- О мама! Пер. В. Коткин // Богатство отверженных. — Алма-Ата: Жазушы, 1983.